# (10491) 1986 QS1
A (10491) 1986 QS1 a Naprendszer kisbolygóövében található aszteroida. Henri Debehogne fedezte fel 1986. augusztus 27-én.

## Kapcsolódó szócikk
- Kisbolygók listája (10001–10500)